# Pentax MZ-50
Pentax «MZ-50» — малоформатный однообъективный зеркальный фотоаппарат с автофокусом, выпускавшийся с 1997 до 2001 года. В США фотоаппарат известен под названием «ZX-50» и производился в чёрно-серебристом исполнении. Выпускалась также модель с датирующей задней крышкой.
Камера практически полностью повторяет модель Pentax MZ-10, но для удешевления применен простой двухсегментный экспонометр и однозонный сенсор автофокусировки (который с успехом был отработан на модели Pentax Z-70). Байонет Pentax KAF2 «упрощённый» выполнен из композиционных материалов на основе углеродного волокна.
Эти упрощения позволили выпустить на рынок самую дешёвую автофокусную зеркальную камеру в мире по сравнению с аналогичными по функциональным возможностям камерам других ведущих производителей.

## Основные характеристики
- Режимы: M (ручной), Av (приоритет диафрагмы), Tv (приоритет выдержки), P (режим программной линии), Paction (спорт), Pclose-up (макро), Plandscape (пейзаж) и Pportrait (портрет).
- Встроенный TTL-экспонометр.
- Экспокоррекция ±3 EV с шагом — 1/2 EV.
- Блокировка экспозиции отсутствует.
- Автоспуск — 12 сек.
- Электронный затвор из металлических ламелей с вертикальным ходом 30 — 1/2000 сек, В.
- Питание 6 Вольт: 2 элемента CR2. Дополнительно может быть использован батарейный блок «Fg» с 4 элементами AA. Питание датирующей крышки элемент CR2025.
- Моторная протяжка плёнки с возможностью серийной съёмки до 2 к/сек.
- Отображение выдержки и заданного положения диафрагмы в видоискателе.
- ЖКИ-дисплей на верхней панели корпуса.

## Совместимость
«MZ-50» может работать с любыми объективами Pentax. Необходимо учесть лишь несколько нюансов:
- существуют объективы, рассчитанные для использования с APS-C-камерами. Такие объективы дадут сильнейшее виньетирование;
- с объективами, оснащёнными креплением KAF3 и KF не будет работать автофокус. Подтверждение фокусировки работать будет;
- с объективами без положения «А» на кольце диафрагм (или если кольцо установлено в отличное от «А» положение) правильная экспозиция кадра не всегда возможна, так как камера будет устанавливать диафрагму максимально открытой вместо требуемой. Аналогичные проблемы могут возникать при установке принадлежностей между объективом и камерой (макрокольца, адаптеры и т. п.)[2].